# شكري الواعر
شكري الواعر (من مواليد 15 أغسطس 1966)، حارس دولي تونسي سابق.

## مسيرته
كانت بدايته مع أكابر الترجي الرياضي التونسي في موسم 1986-1987 إلا أنه لم يصبح الحارس الأساسي بدون منازع إلا في نهاية موسم 91-92 بسبب منافسة الناصر شوشان والشيخ ساك. فاز بعدد كبير من الألقاب المحلية والدولية مع الترجي منها 4 كؤوس قارية والكأس الأفروآسياوية. سنة 2001 إنضم إلى نادي جنوة الإيطالي وظل هناك بضعة أشهر قبل أن يعود إلى الترجي. لعب مع الترجي إلى نهاية الموسم قبل أن يعتزل. في فبراير 2001 أوقفته الكونفيديرالية الإفريقية عن اللعب سبعة أشهر بعد قيامه بضرب نفسه في نهائي دوري أبطال أفريقيا في غانا وتقديم الإصابة على أنها نتيجة اعتداء من الجماهير الغانية. شارك مع المنتخب التونسي في كأس الأمم الأفريقية سنوات 1994، 1996، 2000، 2002 وكأس العالم 1998 كما شارك في أولمبياد أطلنطا 1996 كأحد اللاعبين فوق 23 سنة. يشغل حاليا منصب المدير الرياضي في فريق الترجي.
يعد شكري الواعر من أفضل حراس المنطقة العربية والعالم ولعلنا مهما كتبنا فيه فهو أقل مما يستحقه فالكل يذكر حال الفريق التونسي في كأس العالم 1998 إذ كان القلعة الحصينة وهو يذود عن المرمى التونسي لدرجة أننا شعرنا أن بعض الفرق قد لعبت ضد شكري الواعر فقط وليس ضد الفريق التونسي فعلاً كأنه كان في الملعب وحده وكان على قدر المسؤولية حتى أنه حاز على لقب أفضل حارس في الدور الأول لمونديال 1998. ودخل فريق نجوم العالم كحارس ثاني.

## السياسة
ترشح لعضوية المجلس الوطني التأسيسي على رأس قائمة تونس 1 للاتحاد الوطني الحر.

## روابط خارجية
- شكري الواعر على موقع الاتحاد الدولي (مؤرشف)  (الإنجليزية)
- شكري الواعر على موقع قاعدة بيانات كرة القدم.إي يو (الإنجليزية)
- شكري الواعر على موقع ناشيونال فوتبول تيمز (الإنجليزية)
- شكري الواعر على موقع عالم كرة القدم.نت (الإنجليزية)
- شكري الواعر على موقع أوليمبيديا (الإنجليزية)